# Антиох (сын Селевка IV)
Антиох (др.-греч. Αντίοχος) — царевич, а затем и правитель государства Селевкидов. Убит совсем юным.

## Биография
Родился в 180 до н.э, являлся сыном Селевка IV и его жены Лаодики IV.
В 178 до н. э. брата Антиоха, Деметрия Сотера, взяли в заложники по правилам Апамейского договора как сына правящего царя (такая судьба постигла дядю Деметрия Антиоха, который находился в Риме 10 лет вплоть до 178 года.
В 175 до н. э. когда умер Селевк Филопатор, Деметрия всё ещё держали в Риме. Сирийцы провозгласили Антиоха царём, но полную власть имел министр Гелиодор . Вскоре приехал его дядя Антиох IV, который провозгласил себя правопреемником малолетнего царя. Позже он стал его соправителем. Воспользовавшись этим, Эпифан изгнал Гелиодора и оставил племянника в тени.
Дядя женился на вдове своего брата — Лаодике IV, после чего усыновил её сына и наследника трона, также сменив своё имя на Антиох. Однако регентство продлилось лишь несколько лет. В 170 до н. э. Антиох скончался — его убил (по сообщению Диодора) новый министр Андроник, за что был казнён.